# Arrondissement de Crossen-sur-l'Oder

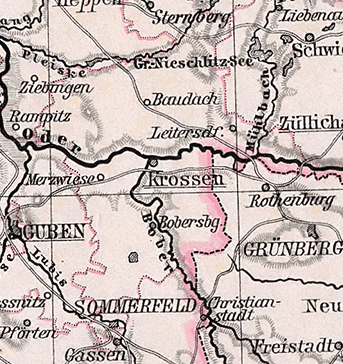
Le territoire de l'arrondissement en 1905

L'arrondissement prussien de Crossen-sur-l'Oder, à l'origine l'arrondissement de Crossen, existe dans la province de Brandebourg de 1816 à 1945. Le nom vient de Crossen-sur-l'Oder, le siège du bureau de l'arrondissement. L'arrondissement comprend récemment également les villes de Bobersberg et Sommerfeld ainsi que 92 autres communes et deux districts du domaine forestier. L'ancien territoire de l'arrondissement est désormais située essentiellement dans le powiat de Krośnieński dans la voïvodie polonaise de Lubusz.

## Histoire
En 1742, l'arrondissement de Krossen est formé à partir de l'ancien duché silésien de Crossen (de) et incorporé à la Nouvelle-Marche brandebourgeoise.
En 1816, il est intégré au nouveau district de Francfort de la province de Brandebourg et cède ses enclaves de Baudach et Gablenz à l'arrondissement de Sorau (de) 
Le 30 septembre 1929, une réforme territoriale a lieu dans l'arrondissement, conformément à l'évolution du reste de l'État libre de Prusse, dans laquelle presque tous les districts de domaine sont dissous et attribués aux communes voisines.
Après la fin de la guerre en 1945, l'arrondissement est placé sous l'administration de la République populaire de Pologne par l'Union soviétique. Dans la période qui suit, commence l’immigration progressive des Polonais. La population allemande est expulsée par les autorités administratives polonaises locales.

## Évolution de la démographie
| Année | Habitants | Source |
| ----- | --------- | ------ |
| 1750  | 21 161    | [ 5 ]  |
| 1796  | 32 615    | [ 6 ]  |
| 1816  | 29 894    | [ 7 ]  |
| 1840  | 47 281    | [ 8 ]  |
| 1871  | 60 527    | [ 9 ]  |
| 1890  | 60 508    | [ 10 ] |
| 1900  | 59 407    | [ 10 ] |
| 1910  | 59 668    | [ 10 ] |
| 1925  | 60 699    | [ 10 ] |
| 1933  | 59 067    | [ 10 ] |
| 1939  | 59 158    | [ 10 ] |

## Administrateurs de l'arrondissement

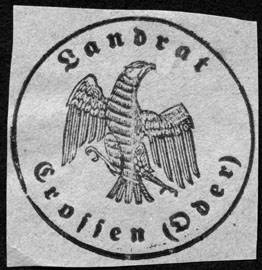
Administrateur de l'arrondissement à Crossen - cachet de sceau

- 1723–1742 Alexander Rudolph von Rothenburg (de)
- 1742–1751 Samuel Friedrich von Winning
- 1751–1763 Leopold Maximilian von Schlegel
- 1763–1769 Ernst Ludwig von Gloger
- 1769–1791 Johann Ernst von Oppeln
- 1791–1828 Ernst Wilhelm Rudolph von Troschke
- 1828–1859 August von Rheinbaben
- 1859–1889 Wilhelm von Rheinbaben
- 1889–1901 Gustav von Blomberg (de)
- 1902–1918 Wolf von Gottberg (de)
- 1918–1919 Josef Schoenkaes (de)
- 1919–1933 Hans von Abel (de)
- 1933–1945 Erich Krüger[3]

## Constitution communale
Depuis le XIXe siècle, l'arrondissement de Crossen-sur-l'Oder est divisé en villes, en communes rurales et en districts de domaine. Avec l'introduction de la loi constitutionnelle prussienne sur les communes du 15 décembre 1933 ainsi que le code communal allemand du 30 janvier 1935, le principe du leader est appliqué au niveau municipal. Une nouvelle constitution d'arrondissement n'est plus créée; Les règlements de l'arrondissement pour les provinces de Prusse-Orientale et Occidentale, de Brandebourg, de Poméranie, de Silésie et de Saxe du 19 mars 1881 restent applicables.

## Transports
Très tôt, d'importantes lignes de chemin de fer traversent le territoire de l'arrondissement. Ainsi, le tronçon Guben-Sommerfeld-Sagan de la Société des chemins de fer de Basse-Silésie et de la Marche est ouvert dès 1846.
En 1870, la société des chemins de fer de Posnanie et de la Marche (de) suit avec ses lignes Guben-Crossen-Bentschen et Francfort-Topper-Bentschen.
La société des chemins de fer de Breslau-Schweidnitz-Fribourg (de) clôture la première époque de la construction ferroviaire avec le tronçon Custrine-Grünberg, sans que des liaisons transversales ne soient créées à l'intérieur de l'arrondissement. Ce n'est qu'en 1913/14 que les chemins de fer prussiens établissent une telle liaison entre Crossen et Sommerfeld. Cette gare est déjà devenue un nœud ferroviaire lorsque la Société des chemins de fer de Lusace (de) ouvre sa ligne vers Teuplitz-Muskau en 1897.
La ligne de chemin de fer d'État Topper-Meseritz est mise en service par les chemins de fer prussiens en 1909.

## Villes et communes

### Situation en 1945
| - Alt Rehfeld - Baudach - Berloge - Beutnitz - Bielow - Bindow - Birkendorf - Bobersberg, ville - Bothendorf - Brankow - Braschen - Briese - Briesnitz - Chrumow - Crossen-sur-l'Oder, ville - Dachow - Daube - Deichow - Deutsch Nettkow - Deutsch Sagar - Dobersaul - Drehnow - Drewitz - Dubrow | - Eichberg - Friedrichswalde - Fritschendorf - Gersdorf - Glembach - Göhren - Goskar - Grabkow - Griesel - Groß Blumberg - Grunow - Guhlow - Güntersberg - Heidenau - Hermswalde - Hundsbelle - Jähnsdorf - Kähmen - Klebow - Klein Blumberg - Kossar - Krämersborn - Kuckädel - Kunersdorf | - Kunow - Kurtschow - Kuttel - Leitersdorf - Liebthal - Lippen - Lochwitz - Logau - Merzdorf - Merzwiese - Messow - Mühlow - Münchsdorf - Neu Rehfeld - Neuendorf - Neumühl - Pfeifferhahn - Plau - Pleiskehammer - Pollenzig - Pommerzig - Preichow - Radenickel - Rädnitz | - Riesnitz - Rusdorf - Sarkow - Schegeln - Schmachtenhagen - Schönfeld - Seedorf - Siebenbeuthen - Skyren - Sommerfeld, ville - Straube - Tammendorf - Tamnitz - Thiemendorf - Topper - Tornow - Trebichow - Treppeln - Tschausdorf - Weißig - Wellmitz - Wendisch Sagar - Zettitz |

### Communes dissoutes avant 1939
- Alt Beutnitz et Neu Beutnitz, fusionnent en 1929 pour former la commune de Beutnitz
- Evengrund, 1929 à Pleiskehammer
- Murzig, 1929 à Kähmen

### Changements de nom
Le 28 juillet 1934, la commune de Sommerfeld reçoit le nom supplémentaire « (Nd. Lausitz) ».
Les changements de nom suivants ont lieu en 1937 :
- Deutsch Nettkow → Straßburg (Oder)
- Deutsch Sagar → Boberhöh
- Dobersaul → Schönrode (Mark)
- Dubrow → Eichenhagen
- Skyren → Teichwalde
- Wendisch Sagar → Bobertal

## Personnalités liées à la ville
- Alfred Goldscheider (1858-1935), neurologue né à Sommerfeld
- Karl Georg Zschaetzsch (1870-1946), philosophe né à Crossen-sur-l'Oder.